# Théâtre des Mathurins
Le théâtre des Mathurins, dit aussi Les Mathurins, est un théâtre parisien situé 36, rue des Mathurins, dans le 8e arrondissement de Paris et fondé en 1897. Sa salle, à l'italienne, comporte actuellement 386 places.

## Historique
Le théâtre porte le nom de la rue le long de laquelle il a été construit. Le nom de cette rue rappelle  l'ordre des religieux fondé en 1198 qui possédait à cet endroit, depuis 1246, une courtille, un jardin attenant à une ferme. Au début du XIXe siècle, une rue est ouverte, la rue « Neuve-des-Mathurins », entre le boulevard Malesherbes et l'Opéra de Paris. À l'angle avec la rue Pasquier a été installé en 1721 un cimetière où ont été inhumés les 133 victimes étouffés lors du feu d'artifice donné pour le mariage de Louis XVI avec Marie-Antoinette d'Autriche. En 1793, après leurs exécutions, les souverains y ont été inhumés. Le citoyen Desclozeaux l'a vu depuis sa fenêtre et a acheté le terrain en 1802. Après la Restauration, Desclozeaux a mis son terrain à la disposition de Louis XVIII. Le petit-fils du Fossoyeur Sevestre a confirmé l'emplacement. En récompense, Declozeaux a reçu le cordon de l'ordre de Saint-Michel et Sevestre le privilège de faire jouer des pièces de théâtre dans des salles hors de Paris.
À l'emplacement du théâtre actuel, il existait en 1893 un grand salon qui pouvait être loué. Il est modifié en 1897 par l'architecte Salvan, puis en 1898 par Rochet et devient la salle des Mathurins. Elle est inaugurée le 10 octobre 1898, Marguerite Deval, chanteuse, danseuse et fantaisiste, y est une vedette et en devient propriétaire. Elle peut chanter chez elle. Sacha Guitry y présente sa première pièce en 1902, qui est transformée en opérette à la demande de Marguerite Deval. Le 6 décembre 1905, la comédie Nono de Sacha Guitry y est jouée. La salle prend le nom de « Théâtre de Monsieur », en 1910, puis des « Mathurins Nouveaux » jusqu’en 1912, quand le théâtre prend le nom de  « Théâtre des Mathurins ». Le théâtre fermé est rouvert en 1919 à la demande de Sacha Guitry. Celui-ci y fait entreprendre des travaux. Il fait aménager un bar qui peut servir de salle d'exposition. Le théâtre prend le nom de « Théâtre Sacha-Guitry ». Sacha Guitry revient pour la dernière fois aux Mathurins en juin 1920 pour jouer le rôle de Robert Chapelle dans Nono.
En 1922, des travaux sont confiés à l'architecte Charles Siclis, qui change la décoration et agrandit le théâtre. La salle passe de 500 à 700 places. 
René Saunier prend la direction du théâtre en 1927. Il invite Georges Pitoëff et Ludmilla Pitoëff (une plaque commémorative sur la façade leur rend hommage).
En 2010, 50 théâtres privés parisiens réunis au sein de l’Association pour le soutien du théâtre privé (ASTP) et du Syndicat national des directeurs et tourneurs du théâtre privé (SNDTP), dont font partie les Mathurins, décident d'unir leur force sous une enseigne commune : les Théâtres parisiens associés.
Le théâtre est dirigé depuis 2019 par Dominique Bergin, Pierre Callegari et Louis-Michel Colla.

## Direction
- 1898-1901 : Marguerite Deval
- 1901-1908 : Jules Berny
- 1908-1910 : Henri Mathonnet de Saint-Georges
- 1910-1911 : théâtre de Monsieur
- 1911-1912 : Nouveaux-Mathurins
- 1913-1919 : Sacha Guitry (théâtre Sacha-Guitry)
- 1920 : théâtre des Mathurins
- 1925 : Henry Burget [2]
- 1927-1929 : René Saunier
- 1929-1934 : Jean Sarrus
- 1934-1936 : Jean Tedesco
- 1936-1939 : Georges Pitoëff
- 1939-1953 : Marcel Herrand et Jean Marchat
- 1953-1981 : Rika Radifé
- 1981-1984 : Henri de Menthon
- 1984-1997 : Gérard Caillaud
- 1997-2000 : Julien Vartet
- 2002-2006 : Jean-Louis Livi et Bernard Murat
- 2006-2011 : Daniel Colas et Yvan Varco
- 2011- 2019 : Stéphane Engelberg, Louis-Michel Colla et Séverine Setbon (décédée en 2013)
- Depuis 2019 : Dominique Bergin, Pierre Callegari et Louis-Michel Colla

## Répertoire
Direction Marguerite Deval
- 1900 : Le Beau Choréas, février
- 1900 : La Petite Femme de Luth opéra burlesque de Tristan Bernard, novembre

Direction Jules Berny
- 1902 : Le Page bluette en 1 acte de Sacha Guitry, musique Ludo Ratz, 15 avril
- 1902 : Victoires et conquêtes de Georges Courteline, 15 avril
- 1905 : La Rupture de Fernand Nozière, juillet
- 1905 : Nono de Sacha Guitry, 6 décembre
- 1906 : L'Infidèle de Georges de Porto-Riche
- 1906 : Les Deux Courtisanes de Francis de Croisset, musique Reynaldo Hahn, 10 octobre

Théâtre Sacha-Guitry
- 1919 : Il était un petit Home de Henri Duvernois, 19 décembre
- 1920 : La Danseuse éperdue de René Fauchois, 4 février
- 1920 : La Femme fatale d'André Birabeau, mai
- 1920 : Nono de Sacha Guitry, juin

Théâtre des Mathurins
- 1921 : La Huitième Femme de Barbe-Bleue d'Alfred Savoir
- 1921 : Les Deux Monsieur de Madame de Félix Gandéra, 7 octobre
- 1922 : Le Pêcheur d'ombres de Jean Sarment, 16 janvier
- 1922 : La Belle Poule de Marcel Nadaud, 2 février
- 1922 : La Farce de Popa Ghéorghé d'Adolphe Orna, mise en scène Gaston Baty,
- 1922 : Martine de Jean-Jacques Bernard, mise en scène Gaston Baty,
- 1922 : Intimité de Jean-Victor Pellerin, mise en scène Gaston Baty,
- 1923 : La Huitième Femme de Barbe-Bleue d'Alfred Savoir,
- 1923 : Vertu d'Alfred Savoir et Régis Gignoux
- 1924 : Ce que femme veut d'Alfred Savoir et Étienne Rey, mise en scène Charlotte Lysès, 5 janvier
- 1924 : Akim de Victor Eftimiu, 6 février
- 1924 : Le Chemin des écoliers d'André Birabeau
- 1924 : Ma femme danseuse de Louis Delluc, 18 octobre
- 1925 : Boudu sauvé des eaux de René Fauchois, 30 mars
- 1925 : Au jardin de ma tante de Jacques Anger, 4 juin
- 1925 : Parce que de Jean Alley, 30 décembre
- 1926 : Monsieur de Saint Obin de André Picard et H. M. Harwood, 1er mars
- 1926 : Le Paradis perdu de Lucien Daudet et Edouard Ferras, 5 novembre

Direction René Saunier

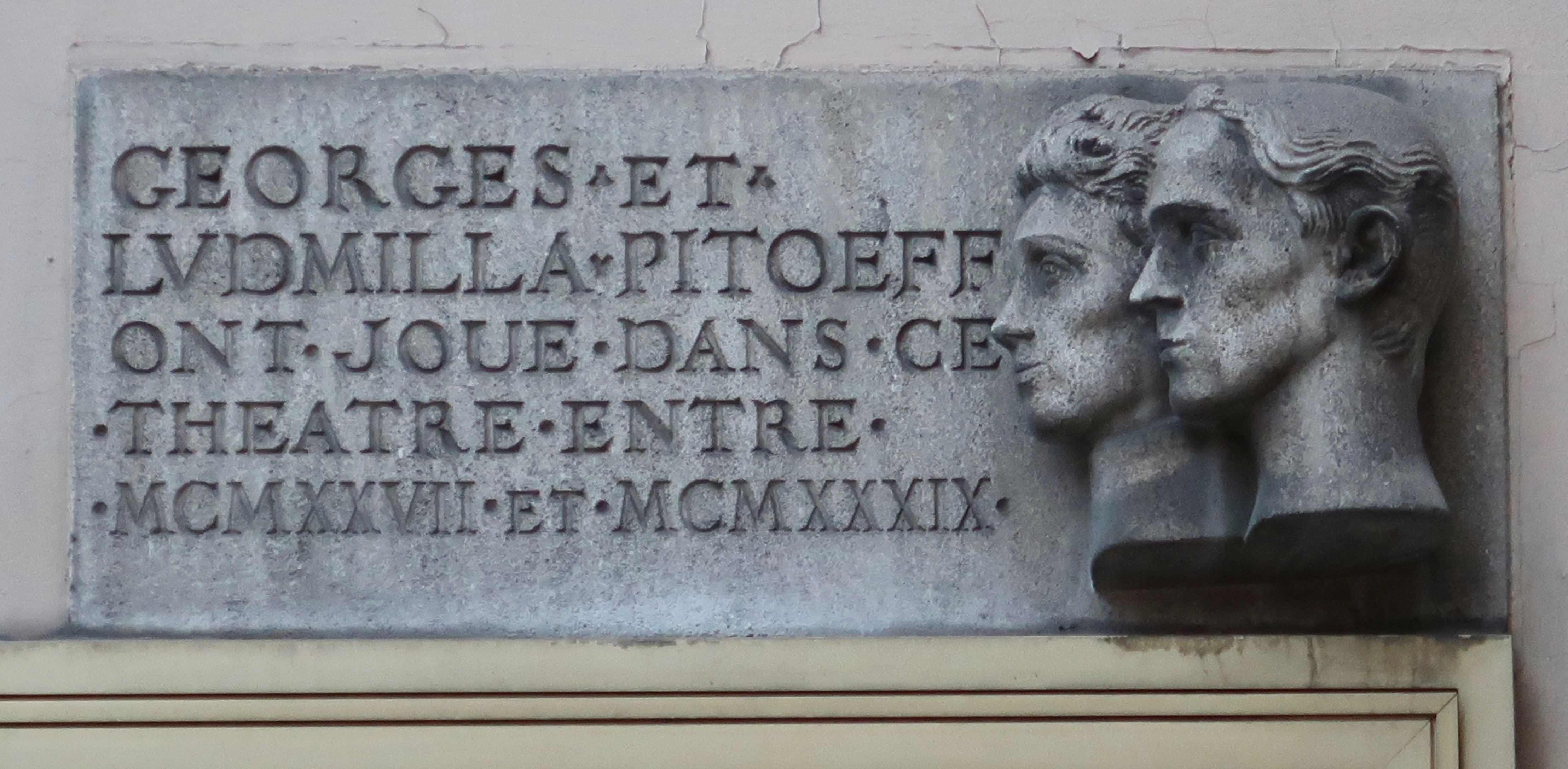
Plaque en hommage à Georges et Ludmilla Pitoëff sur la façade du théâtre.

- 1927 : Baccara de René Saunier, mise en scène Jules Berry,
- Mises en scène de Georges Pitoëff
  - 1927 : Mixture d'Henri-René Lenormand, 3 novembre
  - 1927 : Hamlet de William Shakespeare, 11 novembre
  - 1928 : La Maison des cœurs brisés de George Bernard Shaw, 17 janvier
  - 1928 : Brand d'Henrik Ibsen, 20 février
  - 1928 : Les Revenants d'Henrik Ibsen, 14 mars
  - 1928 : La Célèbre Histoire de Saint-Georges de Bouhélier, 24 avril
  - 1928 : Adam, Ève et Cie de Balgi, 18 mai
  - 1928 : Mademoiselle Bourrat de Claude Anet, 4 juin
  - 1928 : Week-end de Noël Coward, 22 octobre

Direction Jean Sarrus
- 1931 : Le Secret de William Selby de Georges Delance d'après Edgar Wallace, 16 mai
- 1931 : Fabienne de Jacques Natanson, 30 septembre
- 1932 : Home chat (Quand on déraille) de Noël Coward, 16 janvier
- 1932 : Prenez garde à la peinture de René Fauchois, 27 février
- 1933 : La Voie lactée d'Alfred Savoir, mise en scène Harry Baur, 26 janvier
- 1933 : La Fuite en Égypte de Robert Spitzer
- 1933 : Boudu sauvé des eaux de René Fauchois, 5 septembre
- 1933 : Argent comptant d'Yvan Noé et Jean Alley, 11 décembre
- 1934 : Le mari que j'ai voulu de Louis Verneuil, février

Direction Jean Tedesco
- Mises en scène de Georges Pitoëff 
  - 1934 : Les Revenants d'Henrik Ibsen, 8 juin
  - 1934 : Le Canard sauvage d'Henrik Ibsen, 12 octobre
  - 1934 : Le Chef de Drieu La Rochelle, 15 novembre
  - 1934 : Sainte Jeanne de George Bernard Shaw, 1er décembre
  - 1935 : Hommage à Luigi Pirandello d'après Luigi Pirandello, 17 janvier
  - 1935 : Ce soir on improvise de Luigi Pirandello, 19 janvier
  - 1935 : La Créature de Ferdinand Bruckner, 30 avril
  - 1935 : Je vivrai un grand amour de Steve Passeur, 4 juin
  - 1935 : La Complainte de Pranzini et de Thérèse de Lisieux d'Henri Ghéon, 28 juin

Direction Georges Pitoëff
- 1935 : Je vivrai un grand amour de Steve Passeur, 14 octobre
- 1935 : Le Héros et le soldat de George Bernard Shaw, 23 novembre
- 1936 : Le Merveilleux Alliage de Vladimir Kirchon, 11 janvier
- 1936 : La Folle du ciel d'Henri-René Lenormand, 21 février
- 1936 : Poucette de Charles Vildrac, 21 février
- 1936 : Les Revenants d'Henrik Ibsen, 11 avril
- 1936 : Tu ne m'échapperas jamais de Margaret Kennedy, 14 mai
- 1936 : Dieu sait pourquoi ? de Steve Passeur
- 1936 : Angelica de Leo Ferrero, 23 octobre
- 1936 : Quand vous voudrez de Georges Duhamel, 23 octobre
- 1936 : Maison de poupée d'Henrik Ibsen, 26 novembre
- 1937 : Six personnages en quête d'auteur de Luigi Pirandello, 4 janvier
- 1937 : Le Voyageur sans bagage de Jean Anouilh, 17 février
- 1937 : Amal et la lettre du roi de Rabindranath Tagore, traduction André Gide, musique Darius Milhaud, 17 février
- 1937 : Lapointe et Ropiteau de Georges Duhamel, 30 avril
- 1937 : La Tragédie de Roméo et Juliette de William Shakespeare, 11 juin
- 1937 : Ève de Jean Yole, 2 juillet
- 1937 : Kirika de Georges Ciprian, 16 juillet
- 1937 : Des abeilles sur le pont supérieur de John Boynton Priestley, 14 septembre
- 1937 : Celui qui reçoit les gifles de Leonide Andreiev, 7 octobre
- 1937 : L’Échange de Paul Claudel, 17 novembre
- 1938 : La Sauvage de Jean Anouilh, 12 janvier
- 1938 : L'argent n'a pas d'odeur de George Bernard Shaw, 16 septembre
- 1938 : La Première Famille de Jules Supervielle, 16 septembre
- 1938 : Là-bas de Titayna, 3 novembre
- 1938 : La Fenêtre ouverte de Maurice Martin du Gard, 10 décembre
- 1939 : La Mouette d'Anton Tchekhov
- 1939 : Un ennemi du peuple d'Henrik Ibsen, 18 mai
- 1939 : La Dame aux camélias d'Alexandre Dumas fils

Direction Marcel Herrand et Jean Marchat
- 1941 : Le pavillon brûle de Steve Passeur
- 1941 : La Fille du jardinier de Charles Exbrayat
- 1942 : D'après nature ou presque de Michel Arnaud, mise en scène Marcel Herrand, 24 avril
- 1942 : Dieu est innocent de Lucien Fabre, mise en scène Marcel Herrand, 1er juillet
- 1942 : Deirdre des douleurs de John Millington Synge, mise en scène Marcel Herrand,
- 1942 : Mademoiselle de Panama de Marcel Achard, mise en scène Marcel Herrand,
- 1943 : Solness le constructeur d'Henrik Ibsen, mise en scène Marcel Herrand,
- 1943 : Le Voyage de Thésée de Georges Neveux, mise en scène Jean Marchat,
- 1944 : Le Malentendu d’Albert Camus, mise en scène Marcel Herrand, 24 juin
- 1945 : Tartuffe de Molière, mise en scène Marcel Herrand, janvier
- 1945 : Le Treizième Arbre d’André Gide, mise en scène Marcel Herrand, janvier
- 1945 : Federigo de René Laporte, mise en scène Marcel Herrand, 3 mars
- 1945 : Rosiers blancs de Simone Le Bargy, mise en scène Marcel Herrand, mars
- 1946 : Divines Paroles de Ramón María del Valle-Inclán, mise en scène Marcel Herrand, 12 février
- 1946 : Primavera de Claude Spaak, mise en scène Marcel Herrand, juin
- 1946 : L’Extravagant Captain Smith de Jean Blanchon, mise en scène Marcel Herrand, octobre
- 1946 : Le Crime de Lord Arthur Savile de Saint John Legh Clowes d'après Oscar Wilde, mise en scène Marcel Herrand, décembre
- 1947 : Morts sans sépulture et La Putain respectueuse de Jean-Paul Sartre, mise en scène Michel Vitold, mars
- 1947 : La Parisienne d'Henry Becque, mise en scène Julien Bertheau, avril
- 1947 : Le Misanthrope de Molière, mise en scène Jean Marchat, octobre
- 1947 : L'Empereur de Chine de Jean-Pierre Aumont, mise en scène Marcel Herrand, novembre
- 1947 : L'Île de la raison de Marivaux, mise en scène Marcel Herrand,
- 1947 : Je vivrai un grand amour de Steve Passeur,
- 1948 : Le Bout de la route de Jean Giono, mise en scène Georges Vandéric, mars
- 1948 : Montserrat de Emmanuel Roblès, mise en scène Georges Vandéric, septembre
- 1948 : N’empêchez pas la musique de Fabien Reignier, mise en scène Jean Marchat, décembre
- 1949 : Haute Surveillance de Jean Genet, mise en scène Jean Marchat, 26 février
- 1949 : Le Roi est mort de Louis Ducreux,
- 1949 : Amal et la lettre du Roi de Rabindranath Tagore, traduction André Gide, mise en scène Jean Marchat, juin
- 1949 : Le Retour de l’enfant prodigue d’André Gide, mise en scène Jean Marchat, juin
- 1949 : Britannicus de Racine, mise en scène Jean Marchat, octobre
- 1949 : Héloïse et Abélard de Roger Vaillant, mise en scène Jean Marchat, décembre

- 1950 : Le Bal du Lieutenant Helt de Gabriel Arout, mise en scène Marcel Herrand,
- 1951 : L’Héritière de Ruth Goetz et Augustus Goetz pièce en 2 actes et 7 tableaux d'après une nouvelle de Henry James, adaptation Louis Ducreux, mise en scène Marcel Herrand, 9 mai

Direction Rika Radifé
- 1953 : L’homme qui a perdu son ombre d’Adelbert von Chamisso,
- 1953 : La vie que je t'ai donnée de Luigi Pirandello, mise en scène Claude Régy,
- 1954 : Si vous aimez ceux qui vous aiment de Claude Baldy, mise en scène Jean Marchat, mars
- 1954 : La Découverte du nouveau monde de Morvan Lebesque, mise en scène Hubert Gignoux, juin
- 1954 : Le Maître et la servante d'Henri Lefebvre, mise en scène Jean Marchat, septembre
- 1954 : Portrait de famille de Nino Frank et Paul Gilson, mise en scène Claude Régy, 30 octobre
- 1954 : Électre ou La chute des masques de Marguerite Yourcenar, décembre
- 1955 : L'Étourdi de Molière, mise en scène Henry Mary, février
- 1955 : Le Marchand de Venise de William Shakespeare, mise en scène Hubert Gignoux, mars
- 1955 : Pour le meilleur et le pire de Clifford Odets, mise en scène Raymond Rouleau, 21 avril
- 1956 : La Tour de Nesle de Frédéric Gaillardet d'après Alexandre Dumas, mise en scène Jean Le Poulain, mars
- 1956 : Le Capitaine Fanfaron de Bernard Zimmer d'après Plaute, mise en scène Henri Soubeyran, mai
- 1956 : Requiem pour une nonne de William Faulkner, adaptation et mise en scène Albert Camus, 20 septembre
- 1957 : Mademoiselle Fanny de Georgette Paul et Gabriel Arout d'après Pierre Veber, mise en scène Jean Mercure, 15 janvier
- 1958 : La Paix du dimanche de John Osborne, mise en scène Raymond Gérôme, 23 avril
- 1958 : Le Bal du lieutenant Helt de Gabriel Arout, mise en scène Raymond Gérôme,
- 1959 : Le Prince de Papier de Jean Davray, mise en scène Jacques Charon,
- 1959 : Connaissez-vous la voie lactée ? de Karl Wittlinger, mise en scène Michel de Ré, février
- 1959 : Les Écrivains de Michel de Saint Pierre et Pierre de Calan, mise en scène Raymond Gérôme, 22 septembre

- 1960 : Tueur sans gages d'Eugène Ionesco, mise en scène José Quaglio,
- 1960 : Le Comportement des époux Bredburry de François Billetdoux, mise en scène de l'auteur, 2 décembre
- 1960 : Un goût de miel de Shelagh Delaney, adaptation Gabriel Arout et Françoise Mallet-Jorris, mise en scène Marguerite Jamois, 12 février
- 1961 : Les Papiers d'Aspern de Michael Redgrave d'après Henry James, adaptation Marguerite Duras, Robert Antelme, mise en scène Raymond Rouleau, 1er février
- 1961 : Le Square de Marguerite Duras, mise en scène José Quaglio, 13 mai
- 1961 : Requiem pour une nonne de William Faulkner, adaptation et mise en scène Albert Camus, 20 septembre
- 1961 : Noir sur blanc de Brice Parain, mise en scène Raymond Gérôme, 14 décembre
- 1962 : Les femmes aussi ont perdu la guerre de Curzio Malaparte, mise en scène Raymond Gérôme, 17 septembre
- 1962 : Le Journal d’un fou de Gogol, mise en scène Roger Coggio et François Perrot, 17 novembre
- 1963 : Léonora ou les dangers de la vertu de Marcel Jouhandeau, mise en scène Raymond Gérôme, janvier
- 1963 : Fils de personne d'Henry de Montherlant, mise en scène Henri Rollan, 28 septembre
- 1963 : L’Embroc d'Henry de Montherlant, mise en scène Henri Rollan, 28 septembre
- 1963 : La Ville dont le prince est un enfant d'Henry de Montherlant, mise en scène Henri Rollan, 28 septembre
- 1963 : Le Petit Prince de Saint-Exupéry,
- 1964 : Ballade pour un futur de Felix Lützkendorf, mise en scène Jean-Paul Cisife, février
- 1964 : Césaire de Jean Schlumberger, mise en scène Jean-Paul Cisife, 9 avril
- 1964 : Les Yeux de dix-huit ans de Jean Schlumberger, mise en scène Jean-Paul Cisife, 9 avril
- 1964 : Le Marchand de cercueils de Jean Schlumberger, mise en scène Jean-Paul Cisife, 9 avril
- 1964 : Le Chant du cygne d'Anton Tchekhov, 9 juin
- 1964 : Spectacle de poèmes d’Aragon, Ronsard, Raymond Queneau, Supervielle, Jean Genet dits par Hélène Martin, juin
- 1964 : Les Ailes de la colombe de Christopher Taylor d’après Henry James, mise en scène Michel Fagadau, 26 septembre
- 1965 : L'Accusateur public de Fritz Hochwälder, mise en scène Claude Régy, 8 mars
- 1965 : Le Plus Heureux des trois d'Eugène Labiche, mise en scène Yves Gasc, 13 septembre
- 1965 : Soudain l’été dernier de Tennessee Williams, mise en scène Jean Danet, 10 novembre
- 1965 : La Putain respectueuse de Jean-Paul Sartre, mise en scène Jean Danet, 10 novembre
- 1966 : Électre de Sophocle, adaptation Maurice Clavel, mise en scène Silvia Monfort, 20 février
- 1966 : Le Grand Cérémonial de Fernando Arrabal, mise en scène Georges Vitaly, 15 mars
- 1966 : Témoignage irrecevable de John Osborne, mise en scène Claude Régy, 24 septembre
- 1966 : Le Métro fantôme de LeRoi Jones, mise en scène Antoine Bourseiller,
- 1967 : Danse lente sur un champ de bataille d'après William Hanley, mise en scène Jean Tasso et Gilles Segal, 8 avril
- 1967 : Noir sur blanc de Brice Parain, mise en scène Raymond Rouleau,
- 1968 : Le Gadget d'Alexandre Rivemale, mise en scène Henri Labussière, 27 janvier
- 1968 : La Terre étrangère de Jean-François Rozan, mise en scène Jacques Ardouin, 27 avril
- 1968 : Changement à vue de Loleh Bellon, mise en scène Yves Bureau,
- 1968 : M. Le Modéré d'Arthur Adamov, mise en scène André Steiger, 25 septembre
- 1968 : Dialogues d'exilés de Bertolt Brecht, mise en scène Tania Balachova, 26 novembre
- 1969 : Chantage au théâtre de Dacia Maraini, mise en scène André Téchiné, 14 février
- 1969 : Pour Karine d'Arieh Chen, mise en scène Jacques Mauclair, mars
- 1969 : Quelque chose comme Glenariff de Danièle Lord et Henri Garcin, mise en scène Henri Garcin, 30 septembre
- 1969 : Suzanna Andler de Marguerite Duras, mise en scène Tania Balachova, 6 décembre

- 1970 : La Vie que je t’ai donnée de Pirandello, mise en scène Pierre Franck, mars
- 1970 : Alice dans les jardins du Luxembourg de Romain Weingarten, mise en scène de l'auteur, 24 septembre
- 1971 : Dieu aboie-t-il ? (ou Adorable Pucelle) de François Boyer, mise en scène Jean Negroni, 6 février
- 1971 : Partage de midi de Paul Claudel, mise en scène André Oumansky, octobre
- 1972 : Play Strindberg de Friedrich Dürrenmatt, mise en scène Yves Gasc, 26 septembre
- 1973 : Les Femmes au pouvoir de Élie-Georges Berreby, mise en scène Christian Chevreuse, 22 février
- 1973 : Le Voyageur sans bagage de Jean Anouilh, mise scène Nicole Anouilh,
- 1974 : Le Péril bleu ou Méfiez-vous des autobus de Victor Lanoux, mise en scène de l'auteur, 1er octobre
- 1975 : Antigone de Jean Anouilh, mise en scène Nicole Anouilh, 18 septembre
- 1976 : Rosencrantz et Guildenstern sont morts de Tom Stoppard, mise en scène Jean-François Prévand, 13 avril
- 1977 : La Ville dont le prince est un enfant de Henry de Montherlant, mise en scène Jean Meyer, 20 septembre
- 1978 : La Vie en V.O., conception Alex Métayer, 27 septembre
- 1978 : Changement à vue de Loleh Bellon, mise scène Yves Bureau, 23 novembre
- 1979 : Danse toujours, tu m'intéresses de Claude Mann, mise en scène de l'auteur,

- 1980 : Dialogue d'une prostituée avec son client de Dacia Maraini, mise scène Ève Bonfanti et Micheline Hardy,
- 1980 : Proust ou la Passion d'être d'après Marcel Proust, mise scène Daniel Benoin, 2 octobre

Direction Henri de Menthon
- 1981 : Huis clos de Jean-Paul Sartre, mise scène Georges Wilson,
- 1981 : Pétition de Václav Havel, mise scène Stephan Meldegg,
- 1981 : Jacques et son maître de Milan Kundera, mise en scène Georges Werler, 29 septembre
- 1981 : Le Grain de sable de Jean-Pierre Bacri, mise en scène Jean-Pierre Bouvier, 15 décembre
- 1982 : Emballage perdu de Véra Feyder, mise en scène Nelly Borgeaud, 3 juin
- 1982 : L'Avantage d’être constant d'Oscar Wilde, mise en scène Pierre Boutron,
- 1983 : Le Bonheur à Romorantin de Jean-Claude Brisville, mise en scène Andréas Voutsinás, 14 novembre

Direction Gérard Caillaud
- 1984 : La Dernière Classe de Brian Friel, mise en scène Jean-Claude Amyl, 13 septembre
- 1984 : Attention à la petite marche de Christiane Lasquin, mise en scène Daniel Ivernel, Studio des Mathurins, 28 septembre
- 1984 : Poésie nue d'après François Rabelais, Léo Ferré, Charles Baudelaire, Louis-Ferdinand Céline, Alfred de Musset, Paul Valéry, Arthur Rimbaud, Victor Hugo, Paul Verlaine, Rutebeuf, Jacques Prévert, Stéphane Mallarmé, conception Pierre Lafont, Studio des Mathurins, 8 octobre
- 1984 : Meli-meloman 2, conception Maurice Baquet, Studio des Mathurins, novembre
- 1984 : Louki, que, quoi, dont, où de Pierre Louki, conception Pierre Louki, 3 décembre
- 1985 : Un drôle de cadeau de Jean Bouchaud, mise en scène de l'auteur, janvier
- 1985 : Les Fantasmes du boucher de Victor Haïm, mise en scène de l'auteur, Studio des Mathurins, 4 février
- 1985 : Les Mystères du confessionnal de Pierre Lamy et Louis Hamon, mise en scène Pierre Lamy, Studio des Mathurins, 1er août
- 1985 : Rififoin dans les labours de Christian Dob, mise en scène de l'auteur, novembre
- 1986 : Le Résident de Sławomir Mrożek, mise en scène Georges Werler, 24 janvier
- 1986 : Les Petits Oiseaux d'Eugène Labiche et Alfred Delacour et Mon Isménie d'Eugène Labiche et Marc-Michel, mise en scène Philippe Rondest, mai
- 1986 : Partage de midi de Paul Claudel, mise en scène Andonis Vouyoucas, 8 mai
- 1986 : Mon Isménie d'Eugène Labiche et Marc-Michel, mise en scène Philippe Rondest, 19 septembre
- 1986 : Dernier Rempart de Sławomir Mrożek, mise en scène Georges Werler,
- 1987 : L'Idiot d'après Fiodor Dostoïevski, mise en scène Jacques Mauclair, 20 septembre
- 1988 : Monsieur Vénus d'après Rachilde, mise en scène Pierre Spivakoff, 15 janvier
- 1988 : Rosel de Harald Müller, mise en scène Christian Schiaretti, 11 mars
- 1988 : Douce Nuit de Harald Müller, mise en scène Alain Alexis Barsacq, 11 mars
- 1988 : Un éléphant dans le jardin d'Éric Westphal, mise en scène José Paul, Petits Mathurins
- 1988 : Une vie de théâtre de David Mamet, adaptation Pierre Laville, mise en scène Michel Piccoli,
- 1988 : Le Minotaure de Marcel Aymé, mise en scène José Paul, Petits Mathurins, septembre
- 1988 : La Femme à contre-jour d'Éric Naggar, mise en scène Jean Rochefort, 29 septembre
- 1989 : L'Aiglon d'Edmond Rostand, mise en scène Anne Delbée, 25 avril
- 1989 : Les Palmes de monsieur Schutz de Jean-Noël Fenwick, mise en scène Gérard Caillaud, 18 septembre
- 1990 : La Confession de Rousseau de Roger Vrigny, mise en scène Gérard Caillaud, Petits Mathurins, 9 octobre
- 1991 : Gustave et Louise de Pierre Barillet d'après la correspondance de Gustave Flaubert et Louise Colet, mise en scène Gérard Caillaud, Petits Mathurins, 1er février
- 1991 : Magic Palace de Pierre Barillet et Jean-Pierre Grédy, mise en scène Gérard Caillaud, 24 septembre
- 1991 : Charlus de Jean-Louis Curtis, mise en scène Philippe Rondest, Petits Mathurins, 22 octobre
- 1992 : Caligula d'Albert Camus, mise en scène Jacques Rosny,
- 1992 : Nocturne à Nohant de Dominique Paquet d'après George Sand, mise en scène Hervé Van Der Meulen, 6 octobre
- 1993 : En attendant les bœufs de Christian Dob, mise en scène Gérard Caillaud, 8 juin
- 1993 : Les Lunatiques de Christian Giudicelli, mise en scène Philippe Rondest, Petits Mathurins, 26 octobre
- 1994 : Ce qui arrive et ce qu'on attend de Jean-Marie Besset, mise en scène Patrice Kerbrat, 28 janvier
- 1994 : Les Palmes de Monsieur Schutz de Jean-Noël Fenwick, mise en scène Gérard Caillaud, 20 mai
- 1994 : Les Palmes de monsieur Schutz de Jean-Noël Fenwick, mise en scène Gérard Caillaud, 13 septembre
- 1994 : L'oiseau n'a plus d'ailes d'après Peter Schwiefert, mise en scène François Duval, Petits Mathurins, 22 septembre
- 1995 : Un jeune homme de 300 ans d'après Jean de La Fontaine, mise en scène Philippe Lejour, 24 janvier
- 1995 : Sacré Nostradamus ! de Jean Dell, mise en scène Gérard Caillaud, 22 septembre
- 1996 : Cinéma parlant de Julien Vartet, mise en scène Daniel Colas, 12 mars
- 1996 : Archibald de Julien Vartet, mise en scène Daniel Colas, 21 mai
- 1996 : Le Boxeur et la Violoniste de Bernard Da Costa, mise en scène Didier Long, 9 août
- 1996 : Monsieur Malaussène au théâtre d'après Daniel Pennac, mise en scène Daniel Pennac et Jean Guerrin, 14 novembre

Direction Julien Vartet
- 1997 : Grison IV de Julien Vartet, mise en scène Gérard Savoisien, 7 février
- 1997 : Cœur de laitue de Stéphanie Tesson, mise en scène de l'auteur, Petits Mathurins, 8 octobre
- 1997 : Ce que femme veut... de Julien Vartet, mise en scène Raymond Acquaviva, 19 décembre
- 1998 : Archibald de Julien Vartet, mise en scène de l'auteur, 28 mai
- 1998 : La Frousse de Julien Vartet, mise en scène de l'auteur, Petits Mathurins, 6 novembre

Direction Bernard Murat et Jean-Louis Livi
- 2002 : Duel, conception Agnès Boury, Laurent Cirade, Paul Staïcu, mise en scène Agnès Boury, 4 juin
- 2002 : Tours et détours (On en a brulé pour moins que ça), conception Élisabeth Amato, 27 août
- 2002 : La Preuve de David Auburn, mise en scène Bernard Murat, 8 octobre
- 2003 : La Femme Coquelicot d'après Noëlle Châtelet, mise en scène Yann le Gouic, Petits Mathurins, 5 février
- 2003 : Pierre et Papillon de Murielle Magellan, mise en scène Christophe Luthringer, Petits Mathurins, 12 février
- 2003 : La Parisienne d'Henry Becque, mise en scène Bernard Murat, 2 septembre
- 2003 : Les Athlètes dans leur tête de Paul Fournel, mise en scène André Dussollier, 23 septembre
- 2003 : Préliminaires de Daniel Cohen, mise en scène de l'auteur, Petits Mathurins, 24 septembre
- 2004 : L'Invité de David Pharao, mise en scène Jean-Luc Moreau, 16 janvier
- 2004 : La Rafle du Vel d'Hiv d'après Maurice Rajsfus, mise en scène Philippe Ogouz et Frédéric de Rougemont, Petits Mathurins, 7 septembre
- 2004 : L'Autre de Florian Zeller, mise en scène Annick Blancheteau, Petits Mathurins, 14 septembre
- 2004 : Traits d'union de Murielle Magellan, mise en scène Bernard Murat, 17 septembre
- 2004 : Fans, je vous aime ! de Pierre Palmade, Henri Mitton, Jean-Loup Dabadie, Sylvie Joly, mise en scène Bruno Agati, Alex Lutz, 28 septembre
- 2004 : Et en plus, c'est vrai ! de Frédéric Martin, mise en scène Yves Pignot, 2 novembre
- 2005 : A story pour les gens qui believe in dreams de Éric Théobald, François-Xavier Demaison, Samuel Le Bihan, Mickaël Quiroga, mise en scène Éric Théobald, 1er mars
- 2005 : Mémoires d'un tricheur de Sacha Guitry, mise en scène Francis Huster, 30 mars
- 2005 : Une heure et demie de retard de Gérald Sibleyras, mise en scène Bernard Murat, 6 septembre
- 2005 : La Cerise sur le gâteau spectacle de Sylvie Joly, mise en scène Alex Lutz, 13 septembre
- 2005 : La Conversion de la cigogne de Trinidad, mise en scène de l'auteur, 20 septembre

Direction Daniel Colas et Yvan Varco
- 2006 : Dieu habite Düsseldorf de Sébastien Thiéry, mise en scène Christophe Lidon, 23 février
- 2006 : Le Vieux Juif blonde d'Amanda Sthers, mise en scène Jacques Weber, 8 mars
- 2006 : Mémoires d'un tricheur de Sacha Guitry, mise en scène Francis Huster, 7 avril
- 2006 : Atrocement vôtre de Daniel Colas, mise en scène de l'auteur, 4 juillet
- 2006 : Le Jardin de Brigitte Buc, mise en scène Jean Bouchaud, 5 septembre
- 2006 : La Sœur de Jerry King de Jack Neary, mise en scène Arnaud Lemort, Petits Mathurins, 22 septembre
- 2006 : Divins Divans de Eva Darlan et Sophie Daquin, mise en scène Jean-Paul Muel, 24 octobre
- 2006 : L'Apprenti magicien, conception Sébastien Mossière, 25 octobre
- 2007 : Eva de Nicolas Bedos, mise en scène Daniel Colas, 23 janvier
- 2007 : Imagine-toi de Julien Cottereau, mise en scène Erwan Daouphars, 30 janvier
- 2007 : Les Mauvaises de Patricia Clément et Martine Thinières, mise en scène des auteurs, Petits Mathurins, 9 mai
- 2007 : Clémence Massart aux Mathurins ! : •Que je t'aime - Courrier du cœur - La Vieille au bois dormant, conception Clémence Massart, 22 mai
- 2007 : Prime Time d'Agathe Philippe et Philippe Dumond, mise en scène Marie-Madeleine Burguet, 31 mai
- 2007 : Check-up de Serge Serout, mise en scène Daniel Colas, Petits Mathurins, 8 juin
- 2007 : Les Chaussettes Opus 124 de Daniel Colas, mise en scène de l'auteur, 18 septembre
- 2007 : Le Molière imaginaire d'Yvan Varco et Jean-Michel Bériat, mise en scène Roger Louret, 9 octobre
- 2007 : Laisse flotter les rubans de Jacqueline de Romilly, mise en scène Philippe Rondest, 21 octobre
- 2007 : L'Apprenti magicien, conception Sébastien Mossière, 24 octobre
- 2007 : Champagne pour tout le monde de Serge Serout, mise en scène Daniel Colas, Petits Mathurins, 31 octobre
- 2008 : Le Jeu de la vérité 2 de Philippe Lellouche, mise en scène Philippe Lellouche et Morgan Spillemaecker, 18 janvier
- 2008 : Réception de Serge Valletti, mise en scène Christophe Correia, 25 janvier
- 2008 : Ne nous quitte pas de Gil Galliot et Yves Hirschfeld, mise en scène Gil Galliot, 29 janvier
- 2008 : Confidences de Florence d'Azémar, mise en scène Emmanuel de Sablet, Petits Mathurins, 1er février
- 2008 : La Fiancée du magicien de Sébastien Mossière, mise en scène de l'auteur, 12 avril
- 2008 : Charles Gonzalès devient Camille Claudel de Charles Gonzalès, Petits Mathurins, 22 avril
- 2008 : Sophie Mounicot, c'est mon tour ! de Gérald Sibleyras, François Rollin et Sophie Mounicot, mise en scène Roland Marchisio, Petits Mathurins, 14 mai
- 2008 : Tonton Léon story de Serge Serout, mise en scène Daniel Colas, 28 mai
- 2008 : Bains de minuit de Jack William Sloane, mise en scène Daniel Colas, 5 septembre
- 2008 : Charles Gonzalès devient Camille Claudel de Charles Gonzalès, 9 septembre
- 2008 : Sur la vie… d'ma mère de Daniel Saint-Hamont, Petits Mathurins, 9 septembre
- 2008 : L'Ombre orchestre de Xavier Mortimer, mise en scène Jean-Paul Rollin, 14 septembre
- 2008 : Sophie Mounicot, c'est mon tour ! de Gérald Sibleyras, François Rollin et Sophie Mounicot, mise en scène Roland Marchisio, Petits Mathurins, 17 septembre
- 2008 : Les Bidochon de Christian Binet, mise en scène Jean-Luc Borras, 15 novembre
- 2008 : La Flûte enchantée de Mozart, Jean-Hervé Appéré, Gil Coudène, mise en scène Jean-Hervé Appéré, 15 novembre
- 2009 : Saleté de Robert Schneider, mise en scène Hans Peter Cloos, Petits Mathurins, 14 janvier
- 2009 : Le facteur sonne toujours deux fois de James M. Cain, mise en scène Daniel Colas, 30 janvier
- 2009 : À voir absolument ! de Frédéric Tokarz, mise en scène Nicolas Lartigue, 20 mars
- 2009 : Zimmer de Olivier Benyahya, mise en scène Vanessa Mikowski, Petits Mathurins, 31 mai
- 2009 : L'Odyssée de ta race de Rachida Khalil, mise en scène Géraldine Bourgue et Rachida Khalil, 16 juin
- 2009 : Collections de Richard Hervé, mise en scène Xavier Gallais, Petits Mathurins, 19 septembre
- 2009 : Les Autres : Michu - Les Vacances - Rixe de Jean-Claude Grumberg, mise en scène Daniel Colas, 18 septembre
- 2009 : Grasse Matinée de René de Obaldia, mise en scène Thomas Le Douarec, Petits Mathurins, 9 septembre
- 2009 : Charlotte Corday de Daniel Colas, mise en scène de l'auteur, 23 octobre
- 2009 : La Fée aux gros yeux de George Sand, mise en scène Aude Crouzatier, 24 octobre

- 2010 : Ce soir j'ovule de Carlotta Clerici, mise en scène Nadine Trintignant, Petits Mathurins, 13 janvier
- 2010 : Fièvre de Wallace Shawn, mise en scène Lars Norén, 13 janvier
- 2010 : Journal d'un curé de campagne de Georges Bernanos, avec Maxime d'Aboville, Petits Mathurins, 19 janvier
- 2010 : Une heure trois quarts avant les huissiers ! de Serge Serout, mise en scène Daniel Colas, 11 juin
- 2010 : Le Vieux Juif blonde d'Amanda Sthers, mise en scène Christophe Lidon, Petits Mathurins, 17 septembre
- 2010 : Ce soir j'ovule de Carlotta Clerici, mise en scène Nadine Trintignant, 21 septembre
- 2010 : La Douceur du velours de Christine Reverho, mise en scène Panchika Velez, 24 septembre
- 2010 : Henri IV, le bien-aimé de Daniel Colas, mise en scène de l'auteur, 22 octobre
- 2010 : Padam padam, 1er décembre

Direction Stéphane Engelberg, Louis-Michel Colla et Séverine Setbon
- 2011 : Appelez-moi Tennessee de Benoît Solès, mise en scène Gilbert Pascal, Petits Mathurins, 14 janvier
- 2011 : Psy cause(s) de Josiane Pinson, mise en scène Daniel Berlioux, Petits Mathurins, 18 janvier
- 2011 : Le Temps qui passe de Karine Silla-Pérez, mise en scène Vincent Pérez, 10 mars
- 2011 : Lettre d'une inconnue de Stefan Zweig, mise en scène Christophe Lidon, Petits Mathurins, 15 avril
- 2011 : Une femme à Berlin d'après un texte anonyme, mise en scène Tatiana Vialle, 3 mai
- 2011 : Laurent Lafitte, comme son nom l'indique, one-man-show coécrit et mise en scène Laurent Lafitte et Cyrille Thouvenin, 5 mai
- 2011 : Sainte Thérèse de Lisieux, histoire d'une âme de Michel Pascal d'après Sainte Thérèse de Lisieux, mise en scène Michel Pascal, 10 mai
- 2011 : Dernier coup de ciseaux de Marilyn Abrams, Bruce Jordan, Paul Pörtner, mise en scène Sébastien Azzopardi et Sacha Danino, 7 juin
- 2011 : La Peste d'après Albert Camus, adaptation et mise en scène Francis Huster, 16 août
- 2011 : Anatole de Kyan Khojandi, Bruno Muschio, mise en scène François Delaive, 31 août
- 2011 : Fume cette cigarette de Emmanuel Robert-Espalieu, mise en scène Édouard Molinaro, 1er septembre
- 2011 : Annabelle M, une histoire sans faim de Sandie Masson, mise en scène Agnès Boury, 11 septembre
- 2011 : Comedy Gospel de Claudia Tagbo, mise en scène Fabrice Eboué, 18 septembre
- 2011 : Abraham, écrit, mis en scène, et interprété par Michel Jonasz, 2 octobre
- 2015 : Poésie?, de et par Fabrice Luchini
- 2015 : Au Pays du Père Noël, écrit et mis en scène, par Olivier Solivérès